# Хейді Касанова
Хейді Касанова Альварес (6 листопада 1998, Гавана, Куба) — кубинська волейболістка. Учасниця чемпіонату світу 2014 року.

## Із біографії
У складі національної збірної виступала на чемпіонаті світу 2014 року. У групі D кубинки програли всі 5 матчів і посіли останнє місце. Касанова епізодично з'являлася на майданчику в іграх проти команд з Китаю і Азейбарджану. Також на цьому турнірі дебютувала Даямі Санчес.. Наступного року її команда стала другою у Фіналі чотирьох, турнірі кращих колективів з країн Південної, Центральної Америк і Карибського басейну.
У цей час виступала за юнацьку, юніорську і молодіжну збірну Бразилії. Здобула чотири бронзові медалі у розіграшах Панамериканського кубка: 2015 — серед 18-річних, 2017 — серед 20-річних, 2014 і 2016 — серед 23-річних.
З 2017 року захищає кольори іноземних клубів. У першому сезоні її «Рошевіль» став третім у Кубку Франції. Влітку до Ле-Канне переїхав титулований швейцарський клуб «Волеро» і об'єднався з місцевою командою. Новостворений колектив грав у півфіналі Кубка виклику Європейської конфедерації волейболу і поступився італійській «Монці» лише в додатковому «золотому» сеті.
Один рік грала в Бразилії і повернулася до Європи. У складі «Тирговіште» стала чемпіонкою Румунії і чвертьфіналісткою Кубка ЄКВ. Одним з суперників у цьому змаганні був кам'янський «Прометей». Керівництво українського клубу зацікавилося грою бразильської волейболістки і домовилися про її перехід. Стала найрезультативнішою спортсменкою клубу у сезоні 2021/2022.

## Клуби
| Роки      | Команди                   |
| --------- | ------------------------- |
| 2014—2017 | «Сіюдад» (Гавана)         |
| 2017—2018 | «Рошевіль» (Ле-Канне)     |
| 2018—2019 | «Волеро» (Ле-Канне)       |
| 2019—2020 | «Озаску Аудакс»           |
| 2020—2021 | «Тирговіште»              |
| 2021—2022 | «Прометей» (Слобожанське) |
| 2021—2022 | «Волеро» (Ле-Канне)       |
| 2022—2023 | «Бейцин Мотор» (Пекін)    |
| 2022—2023 | «Болу Беледієспор» (Болу) |
| 2023—2024 | «Волунтарі 2005»          |
| 2024—     | «Солт-Лейк»               |

## Досягнення
- Чемпіон Румунії (1): 2021
- Чемпіон України (1): 2022
- Володар кубка України (1): 2022
- Володар суперкубка України (1): 2021

## Статистика
Статистика виступів в єврокубках:
| Сезон   | Клуб                  | Турнір         | Ігри | Сети | Очки | Ср.  | Примітки |
| ------- | --------------------- | -------------- | ---- | ---- | ---- | ---- | -------- |
| 2017/18 | «Рошевіль» (Ле-Канне) | Кубок ЄКВ      | 1    | 4    | 29   | 7,25 | [ 4 ]    |
| 2018/19 | «Волеро» (Ле-Канне)   | Кубок виклику  | 6    | 20   | 82   | 4,10 | [ 5 ]    |
| 2020/21 | «Тирговіште»          | Кубок ЄКВ      | 4    | 13   | 64   | 4,92 | [ 6 ]    |
| 2021/22 | СК «Прометей»         | Ліга чемпіонів | 10   | 37   | 186  | 5,03 | [ 7 ]    |
| 2023/24 | «Волунтарі 2005»      | Кубок виклику  | 7    | 24   | 127  | 5,29 | [ 8 ]    |